# Вільре (Берн)
Вільре (фр. Villeret) — громада  в Швейцарії в кантоні Берн, адміністративний округ Бернська Юра.

## Географія
Громада розташована на відстані близько 40 км на північний захід від Берна.
Вільре має площу 16,2 км², з яких на 4,1% дозволяється будівництво (житлове та будівництво доріг), 45,3% використовуються в сільськогосподарських цілях, 49,9% зайнято лісами, 0,8% не є продуктивними (річки, льодовики або гори).

## Демографія
2019 року в громаді мешкало 924 особи (+4,2% порівняно з 2010 роком), іноземців було 16,1%. Густота населення становила 57 осіб/км².
За віковим діапазоном населення розподілялося таким чином: 22,5% — особи молодші 20 років, 57,3% — особи у віці 20—64 років, 20,2% — особи у віці 65 років та старші. Було 407 помешкань (у середньому 2,2 особи в помешканні).
Із загальної кількості 1129 працюючих 37 було зайнятих в первинному секторі, 969 — в обробній промисловості, 123 — в галузі послуг.